# Caloveto
Caloveto ist eine italienische Gemeinde in der Provinz Cosenza in der Region Kalabrien mit 1087 Einwohnern (Stand 31. Dezember 2023).

## Geographie
Caloveto liegt 126 km östlich von Cosenza. Die Nachbargemeinden sind: Calopezzati, Cropalati, Longobucco und Pietrapaola.

## Persönlichkeiten
- Domenico Straface (1829–1869), Brigant